# 红太阳广场毛泽东塑像
26°52′55″N 100°13′50″E / 26.88194°N 100.23056°E
红太阳广场毛泽东塑像位于云南省丽江市市中心红太阳广场中，是丽江城市标志之一。塑像始建于1969年，市文化大革命时期的产物，是中国国内同时期保留至今为数不多的毛泽东塑像之一。